# Lullaby (Melanie B)
Lullaby è il quarto e ultimo singolo estratto dall'album di debutto della cantante britannica Melanie B, Hot.
È stato pubblicato il 4 giugno 2001 dall'etichetta discografica Virgin e ha raggiunto la posizione numero tredici della classifica dei singoli inglese, ottenendo uno scarso successo.
Della canzone è stato girato anche un video che vide la partecipazione di Phoenix Chi, figlia della cantante. La canzone è stata scritta dalla cantautrice insieme a Richard Stannard, Julian Gallagher e Richard Norris.

## Tracce e formati
- UK CD

1. "Lullaby" - 3:25
2. "Lullaby" [India-I Remix] - 3:49
3. "Feels So Good" [On The Fly Dub] - 6:40
4. "Lullaby" [Music video]

- European 2-Track CD

1. "Lullaby" - 3:25
2. "Lullaby" [India-I Remix] - 3:49

## Classifiche
| Classifica  | Posizione |
| ----------- | --------- |
| Regno Unito | 13        |